# Eurozonosia atricincta
Eurozonosia atricincta là một loài bướm đêm thuộc phân họ Arctiinae, họ Erebidae.